# Trần Thanh Phong
Trần Thanh Phong (1926–1972) nguyên là Thiếu tướng Bộ binh của Quân lực Việt Nam Cộng hòa, tử nạn được truy thăng Trung tướng. Ông xuất thân từ trường Võ bị Quốc gia được mở ra ở miền Trung Việt Nam. Trong thời gian phục vụ trong Quân đội, ông được giao cho nhiều trọng trách ở những lĩnh vực khác nhau và ông đã làm tròn trách vụ của mình. Ông đã từng Tư lệnh các đơn vị Bộ binh thiện chiến của Quân lực, đứng đầu ngành An ninh Nội chính (Cảnh sát Quốc gia). Chức vụ cuối cùng là Chánh Văn phòng thường trực Trung ương Đặc trách Chương trình Thị tứ của Thủ tướng Chính phủ. Cuối năm 1972 ông bị tử nạn máy bay quân sự khi đang trên đường làm nhiệm vụ thanh sát các tỉnh thuộc Quân khu 2.

## Tiểu sử & Binh nghiệp
Ông sinh ngày 19 tháng 1 năm 1926 tại Trà Vinh, miền tây Nam phần Việt Nam trong một gia đình điền chủ khá giả. Thời niên thiếu, ông được gia đình cho đi học ở Cần Thơ. Năm 1946, ông tốt nghiệp Trung học phổ thông chương trình Pháp với văn bằng Tú tài bán phần (Part I).

### Quân đội Liên hiệp Pháp
Tháng 9 năm 1949, thi hành lệnh động viên của Quốc gia Việt Nam mới thành lập, ông nhập ngũ vào Quân đội Liên hiệp Pháp, mang số quân: 46/103.156. Theo học khóa 2 Quang Trung tại trường Võ bị Quốc gia Huế, khai giảng ngày 25 tháng 9 năm 1949. Ngày 24 tháng 6 năm 1950 mãn khóa tốt nghiệp với cấp bậc Thiếu úy hiện dịch. Ra trường, ông được thuyên chuyển đến Liên đội 3 thuộc Trung đoàn 3 Vệ binh Nam Việt giữ chức vụ Trung đội trưởng.

### Quân đội Quốc gia
Tháng 10 năm 1951, ông được cử làm Giám đốc Trung tâm Huấn luyện Trung đoàn 3. Đầu tháng 10 năm 1952, ông được thăng cấp Trung úy tại nhiệm. Tháng 7 năm 1953, ông được thăng cấp Đại úy chuyển đến phục vụ trong Bộ Tham mưu Đệ nhất Quân khu. Tháng 7 năm 1954, ông được cử đi du học khóa Tham mưu tại Pháp.

### Quân đội Việt Nam Cộng hòa
Đầu năm 1955, mãn khóa học về nước, ông được chuyển đến Phân khu Mỹ Tho giữ chức vụ Tham mưu trưởng. Tháng 8 cùng năm, ông được đặc cách thăng cấp Thiếu tá tại nhiệm. Đầu năm 1956 ông được cử làm Trung đoàn trưởng Trung đoàn Địa phương 154 kiêm Phân khu trưởng Phân khu Mỹ Tho. Tháng 6 cùng năm, ông được cử làm Phó Phòng 2 Bộ Tổng tham mưu.
Đầu tháng 3 năm 1957, ông chuyển đến Bộ Tư lệnh Đệ ngũ Quân khu giữ chức vụ Tham mưu trưởng. Tháng 2 năm 1958 ông được đặt thuộc quyền sử dụng của Bộ Tư lệnh Quân đoàn I. Hai tháng sau, ông được điều đi làm Trung đoàn trưởng Trung đoàn 3 Bộ binh biệt lập đồn trú tại Quảng Trị. Tháng 8 cùng năm ông được thăng cấp Trung tá tại nhiệm và được cử giữ chức Tham mưu trưởng Sư đoàn 16 Khinh chiến.
Đầu tháng 4 năm 1959, Sư đoàn 16 Khinh chiến xóa bỏ phiên hiệu, hợp với Sư đoàn 15 Khinh chiến do Trung tá Bùi Dzinh làm Tư lệnh, để thành lập Sư đoàn 23 Bộ binh.
Ngày 20 tháng 5 năm năm 1959, ông được bổ nhiệm chức Tư lệnh Sư đoàn 23 Bộ binh thay thế Trung tá Bùi Dzinh đi làm Tư lệnh Sư đoàn 9 Bộ binh tân lập. Đầu năm 1962, bàn giao Sư đoàn 23 lại cho Đại tá Lê Quang Trọng để đi du học lớp Chỉ huy Tham mưu cao cấp ở Học viện Fort Leavenworth, Kansas, Hoa Kỳ trong thời gian 16 tuần. Tháng 6 năm 1962 sau khi mãn khóa học về nước, ông được chuyển đến Bộ Tư lệnh Quân đoàn I giữ chức vụ Tham mưu trưởng.
Sau cuộc đảo chính Tổng thống Ngô Đình Diệm (ngày 1 tháng 11 năm 1963), ngày 3 tháng 11 ông được đặc cách thăng cấp Đại tá và được bổ nhiệm chức vụ Tư lệnh Sư đoàn 1 Bộ binh. Tháng 2 năm 1964, bàn giao Sư đoàn 1 Bộ binh lại cho Đại tá Nguyễn Chánh Thi, ông được chuyển về Bộ Quốc phòng giữ chức vụ Trưởng phòng Quân huấn tại Bộ Tổng Tư lệnh Quân đội. Tháng 10 cùng năm chuyển đến Vùng 3 chiến thuật, ông được bổ nhiệm chức vụ Tư lệnh Sư đoàn 5 Bộ binh. Tháng 10 cùng năm, ông được thăng cấp Chuẩn tướng tại nhiệm.
Tháng 7 năm 1965 nhận lệnh bàn giao Sư đoàn 5 Bộ binh lại cho Đại tá Phạm Quốc Thuần, sau đó ông được chuyển về Bộ Tổng tham mưu giữ chức vụ Trưởng phòng 3 kiêm Giám đốc Trung tâm Hành quân. Ngày Quốc khánh Đệ nhị Cộng hòa 1 tháng 11 năm 1966, ông được thăng cấp Thiếu tướng tại nhiệm.
Tháng 10 năm 1967 ông được cử làm Tham mưu trưởng Liên quân tại Bộ Tổng Tham mưu. Đến tháng 8 năm 1969 chuyển sang giữ chức Tổng Thanh tra Quân lực Việt Nam Cộng hòa. Tháng 9 cùng năm tham chính trong Nội các Chính phủ với chức vụ Tổng trưởng Xây dựng Nông thôn.
Tháng 11 năm 1969, ông được biệt phái qua Bộ Nội vụ. Ngày 1 tháng 3 năm 1970, ông được bổ nhiệm chức vụ Tư lệnh Cảnh sát Quốc gia thay thế Chuẩn tướng Trần Văn Hai. Đến tháng 9 năm 1971 trở lại Quân đội sau khi bàn giao chức Tư lệnh Cảnh sát Quốc gia lại cho Đại tá Nguyễn Khắc Bình. Tạm thời ông phục vụ ở Bộ Tổng Tham mưu chờ nhận nhiệm vụ mới. Tháng 5 năm 1972, ông được đặt trực thuộc Bộ Quốc phòng Đặc trách Bình định & Phát triển. Tháng 10 cùng năm, chuyển sang làm Chánh Văn phòng Thường trực Trung ương Đặc trách Chương trình Thị tứ của Thủ tướng Chính phủ tại Phủ Thủ tướng Trần Thiện Khiêm.

## Tử nạn
Ngày 1 tháng 12 năm 1972, ông bị tử nạn máy bay Caribou C.47 sau khi đi thanh sát các tỉnh thuộc Quân khu 2, địa điểm cuối cùng trong ngày là Ban Mê Thuột (Tỉnh lỵ tỉnh Darlac). Đoàn thanh sát khi đang trên đường bay về Tuy Hòa, máy bay bị ngộ nạn 2 km về phía bắc Thị xã Tuy Hòa do thời tiết xấu vì mưa bão.
Thi hài ông được đưa về quàn tại Tòa Đô chính Sài Gòn. Ngày 5 tháng 12 năm 1972, Tổng thống và Phái đoàn Quân chính cao cấp hiện diện tại Tòa Đô chính cử hành lễ truy điệu, ông được Tổng thống Thiệu truy thăng cấp bậc Trung tướng và truy tặng Đệ nhị đẳng Bảo quốc Huân chương.
Tang lễ của ông được tổ chức theo lễ nghi quân cách. Quan tài được đặt trên Thiết quân vận M.113 danh dự, di chuyển đến an táng tại Nghĩa trang Đô thành Mạc Đỉnh Chi.

## Gia đình
- Thân phụ: Cụ Trần Văn Hanh.
- Thân mẫu: Cụ Nguyễn Thị Ngà
- Phu nhân: Bà Ngô Thị Cúc (Vào tháng 7 năm 1978, bà lo xong cho 2 cô con gái vượt biên sang Hoa Kỳ. Qua năm 1979, bà tiếp tục tiến hành vượt biên bằng tàu, nhưng sau đó gia đình không còn nghe tin tức gì về bà nữa).
- Ông bà có 5 người con (2 trai, 3 gái): Trần Thị Bạch Yến, Trần Thanh Sơn, Trần Thanh Tùng, Trần Thị Bạch Tuyết và Trần Thị Bạch Liên.
- Bào đệ:

-Trần Thanh Phú (Sinh năm 1928 tại Trà Vinh, tốt nghiệp khóa 1 Võ bị Huế, cựu Đại tá Thiết giáp VNCH)
-Trần Thanh Quang (Sinh năm 1936 tại Bình Thuận, tốt nghiệp khóa 6 Sĩ quan Trừ bị Thủ Đức, cựu Trung tá Quân huấn VNCH)
-Trần Thanh Xuân (Sinh năm 1940 tại Bình Thuận. Thông dịch viên thuộc Cơ quan CORDS tại Phú Yên)
-Trần Thanh Phúc (Sinh năm 1943 tại Bình Thuận, tốt nghiệp khóa 21 Võ bị Đà Lạt, cựu Đại úy Bộ binh VNCH)

## Huy chương
-Bảo quốc Huân chương đệ nhị đẳng
-Anh dũng Bội tinh với nhành Dương liễu.